# Kim Alexis
Kim Alexis (ur. 15 lipca 1960 w Lockport) – amerykańska modelka i aktorka.

## Kariera
Alexis była jedną z najsłynniejszych modelek lat osiemdziesiątych XX wieku obok Carol Alt, Christie Brinkley, Gia Carangi, Iman, Kelly Emberg i Pauliny Porizkovej. Jako modelka debiutowała w 1979 roku. W 1983 stała się twarzą Revlona, zastępując Lauren Hutton. Brała udział w kampaniach reklamowych: Antonovich, Chantilly fragrance, Cover Girl, Cutex, Mary Kay, Maybelline, Revlon oraz Versace.
Była gospodarzem programów o zdrowiu we wczesnych latach dziewięćdziesiątych na Family Channel i Lifetime Network. Jest także maratonką. W 1993 wystąpiła gościnnie w ostatnim odcinku serialu Zdrówko z Mikiem Ditką. W 1998 pojawiła się w filmie Cudotwórca razem z Eddiem Murphym.
Później, jeszcze w latach dziewięćdziesiątych, reklamowała Hemorid, krem na hemoroidy. Jakiś czas potem reklamowała Preparation H, inny lek na hemoroidy oraz Mikonazol, maść przeciw drożdżycy.
W 2005 wzięła udział w But Can They Sing? emitowanym na antenie VH1. W programie występowały gwiazdy, które nigdy wcześniej nie śpiewały publicznie. Kim Alexis odpadła w drugim tygodniu.
Jest gospodarzem programu She’s Got the Look emitowanym w TV Land.

## Filmografia

### Filmy
- 1998: Cudotwórca jako Amber
- 1993: Perry Mason Mystery jako Nina Morgan Morrison
- 1993: Worek na zwłoki jako kobieta z pięknymi włosami

### Seriale
- 2005: Hannity & Colmes jako ona sama (gościnnie)
- 1999: Sunset Beach jako pokojówka (gościnnie)
- 1993: Zdrówko jako ona sama (gościnnie)
- 1992: The Commish jako panna Thomas (gościnnie)

## Życie prywatne
Od 1993 jest żoną byłego hokeisty, Rona Duguaya, z którym ma syna. Kim Alexis ma ponadto dwóch synów z poprzedniego małżeństwa, a jej mąż dwie córki ze swojego pierwszego małżeństwa. Alexis mieszka obecnie w Wayne, w stanie New Jersey.
Jest chrześcijanką, głośno mówi o swojej wierze w Boga. Jest ponadto aktywistką pro-life.